# Pulau Tambisan
Pulau Tambisan ist eine zu Malaysia gehörende Insel am östlichen Rand der zur Sulusee offenen Tangusa Bay. Sie ist überwiegend dicht bewaldet. Ihre maximale Länge beträgt in Ost-West-Richtung ca. 9,5 km, die größte Breite etwa 4 km. Eine schmale Meerenge trennt die Insel vom Festland. Die Insel ragt gleichmäßig 18–21 m aus dem Meer; die Baumwipfel erreichen dabei Höhen bis 61 m.

## Geschichte
Das spätere Staatsoberhaupt von Sabah, Sakaran Dandai arbeitete ab 1950 als Verwaltungsangestellter der Britischen Regierung auf Tambisan Island.
Das derzeitige Staatsoberhaupt Sabahs, Juhar Mahiruddin, wurde im Jahr 1953 auf Pulau Tambisan geboren.

## Pulau-Tambisan-Zwischenfall
Tambisan gehört wegen seiner exponierten Lage am östlichen Zipfel von Sabah zu den durch Piratenangriffe gefährdeten Inseln Sabahs. Im Jahr 1993 ereignete sich hier der sogenannte Pulau-Tambisan-Zwischenfall, bei dem das 21. Bataillon des königlich-malaysischen Regiments von zwei mit Piraten besetzten Schnellbooten angegriffen und in ein Feuergefecht verwickelt wurde. Der Zwischenfall endete mit dem Tod von zwei Piraten und drei Verletzten.